# T112 (автомат)
T112 — это тайваньский автомат, производимый 205-м арсеналом. Предназначен для замены автомата Т91.

## Конструкция
Верхняя часть ствольной коробки оснащена полноразмерной планкой Пикатинни для крепления оптики, цевьё имеет крепления типа M-LOK. Ствол имеет полигональную нарезку и новую модель пламегасителя. Ресурс ствола увеличен с 6000 выстрелов у T91 до 10.000 выстрелов. Встроено универсальное крепление для штык-ножа.
Нижняя часть ствольной коробки симметрична, что облегчает использование стрелками-левшами.
Использует патрон 5.56×45 мм. эффективная дальность стрельбы - до 600 метров. Вес винтовки составляет 3,5 кг. Сообщается, что при испытаниях T112 разброс пуль составил 9,8 сантиметра на расстоянии 100 метров.

## История
T112 был впервые представлен на выставке аэрокосмических и оборонных технологий 2023 года в Тайбэе на стенде 205-го арсенала.
Первоначальные испытания были завершены в ноябре 2023 года. Автомат предназначен для замены T91 в качестве основного стрелкового оружия вооружённых сил Тайваня.
В апреле 2024 года военные объявили о начале массового производства: была заказана первая партия из 25.000 винтовок. Винтовка была заказана вместе с рядом вспомогательных аксессуаров, включая коллиматорный прицел, оптический прицел с 1-4x кратным увеличением, ЛЦУ и фонариком.